# Crashpoint
Crashpoint je česká kapela pocházející ze Studénky, hrající převážně Nu Metal a Crossover. Skupina hraje od roku 2001.

## Historie
Kapela vydala první desku Acid Vitamin. Do roku 2008 kapela prošla mnoha personálními změnami a u stejné společnosti vydala své druhé album Millions of Figurines, které navázalo na úspěchy prvního alba a dokonce je i překonalo. V srpnu roku 2011 skupinu po bezmála deseti letech opustil zpěvák Hanzi, aby se mohl plně věnovat svému novému projektu The Truth Is Out There.

## Členové

### Nynější členové
- Cub@ – kytara
- Toma55 – kytara
- Tazzman – baskytara
- Vojtos – bicí

### Dřívější členové
- Hanzi – zpěv (do 2011)
- Martin Toman – bicí (do 2006)

## Diskografie

### Studiová alba
- Acid Vitamin (2005)
- Millions of Figurines (2008)

### Demo nahrávky
- Point of the Crash (2003)

## Videografie

### Videoklipy
- N.A.P.E.C. (Acid Vitamin)
- Early Girl (Acid Vitamin)
- Same Shit (Acid Vitamin)
- Enigma (Millions of Figurines)